# The Kids Are All Right
The Kids Are All Right ist eine US-amerikanische Filmkomödie aus dem Jahr 2010. In den Hauptrollen sind Julianne Moore und Annette Bening als lesbisches Paar zu sehen.

## Handlung
Jules und Nic leben als verheiratetes lesbisches Paar seit vielen Jahren in Kalifornien. Die Mütter von Joni und Laser haben denselben anonymen Samenspender genutzt. Jules hat sich jahrelang um die Kinder gekümmert, während Nic erfolgreich als Frauenärztin gearbeitet hat. Tochter Joni ist 18 Jahre alt und steht nun davor, aufs College zu gehen. Sohn Laser ist 15 Jahre alt und will wissen, wer sein biologischer Vater ist. Da Joni als bereits 18-Jährige diese Information bei der Samenbank einholen kann, bittet er um ihre Hilfe. Als die Samenbank bei dem Spender nachfragt, erklärt sich dieser damit einverstanden, dass die Kinder Kontakt zu ihm aufnehmen. Die drei treffen sich. Der attraktive Paul führt ein erfolgreiches Bio-Restaurant und hat nie eine feste Beziehung gehabt. Seine derzeitige Freundin ist die hübsche Tanya. Paul ist neugierig, seine Kinder kennenzulernen.
Nach der ersten Begegnung mit ihm erzählt Laser seinen Müttern vom Treffen mit dem Samenspender. Sie sind zunächst erschrocken, laden Paul dann jedoch zum Essen ein. Jules, die gerade eine Firma im Bereich Landschaftsarchitektur aufbauen möchte, findet in Paul ihren ersten Kunden; Nic ist wenig begeistert. Jules beginnt damit, Pauls vernachlässigten Garten neu zu gestalten. Währenddessen kommen sich beide näher und beginnen eine Affäre miteinander.
Jules und die Kinder verbringen viel Zeit mit Paul. Nic glaubt, dass Paul ihre Autorität als Mutter untergräbt, indem er z. B. Joni auf seinem Motorrad mitnimmt, obwohl sie es verboten hat. Nach einem heftigen Streit der beiden Mütter schlägt Nic vor, mit einem Abendessen der gesamten Familie bei Paul die Situation zu entspannen. Zunächst verläuft der Abend sehr harmonisch, so dass sich Nic und Paul sogar näherkommen. Doch dann findet Nic Haare von Jules in Pauls Bad und Schlafzimmer und so entdeckt sie die Beziehung von Jules und Paul.
Zuhause konfrontiert Nic Jules mit ihrer Entdeckung. Diese streitet zunächst ab, gesteht die Affäre schließlich ein, beharrt aber darauf, nicht hetero geworden und nicht verliebt zu sein; sie habe nur mal Anerkennung gebraucht. Nic ist wütend und traurig.
Joni und Laser machen ihrer Mutter Jules Vorwürfe. Jules verbringt ihre Nächte nun auf dem Sofa im Wohnzimmer. Als Paul Jules vorschlägt, sich scheiden zu lassen und mit den Kindern zu ihm zu ziehen, lehnt sie dies entrüstet ab und beendet die Affäre. Ein letzter Versuch Pauls, den Kontakt aufrechtzuerhalten, endet damit, dass Nic ihn wütend einen Eindringling nennt; wenn er eine Familie suche, solle er doch eine eigene gründen. Am späten Abend gesteht dann Jules ihre Fehler ein und bittet Nic und die Kinder darum, ihr zu verzeihen.
Am nächsten Morgen bringt die Familie Joni zum College. Beim Abschied von ihrer Tochter versöhnen sich auch die beiden Frauen wieder. Auf der Rückfahrt bittet Laser seine Mütter, sich nicht zu trennen, dafür seien sie zu alt. Jules und Nic lächeln sich an und fassen sich bei der Hand.

## Hintergründe
Der Film wurde am 25. Januar 2010 beim Sundance Film Festival uraufgeführt. Die internationale Premiere fand am 17. Februar 2010 auf der Berlinale statt. Kinostart in den USA war am 7. Juli 2010 und in Deutschland am 18. November 2010.
In Singapur, wo es nur eine einzige Kopie gibt, ist die Komödie erst ab 21 Jahren freigegeben.

## Synchronisation
Der Film wurde bei der RC Production Kunze & Wunder nach einem Dialogbuch und unter der Dialogregie von Christoph Cierpka vertont.
| Rolle  | Schauspieler     | Synchronsprecher  |
| ------ | ---------------- | ----------------- |
| Jules  | Julianne Moore   | Petra Barthel     |
| Nic    | Annette Bening   | Traudel Haas      |
| Paul   | Mark Ruffalo     | Norman Matt       |
| Joni   | Mia Wasikowska   | Janin Stenzel     |
| Laser  | Josh Hutcherson  | Ricardo Richter   |
| Tanya  | Yaya DaCosta     | Sanam Afrashteh   |
| Brooke | Rebecca Lawrence | Kaya Marie Möller |
| Clay   | Eddie Hassell    | Leonhard Mahlich  |
| Jai    | Kunal Sharma     | Dirk Petrick      |

## Kritiken
Die Rezeption des Films war fast einhellig positiv. Laut Rotten Tomatoes bewerteten 92 Prozent aller Kritiker den Film positiv. Nach den US-Rezensionen zeigten sich auch die deutschen Kritiker begeistert:
Die Zeit schrieb zum deutschen Kinostart, der Film sei „wunderbares Schauspielerinnenkino“, und weiter: „The Kids Are All Right ist ein kleines Meisterstück der Dialogregie und der Beobachtung, ein Film, der sich nicht geniert, Energie und Inspiration aus den Performances zu beziehen.“
Die Frankfurter Allgemeine Zeitung urteilte, dies sei „definitiv ein Film, der einen durch den Winter bringt.“
Die Welt bezeichnete den Film als „wunderbare Komödie, die nur scheinbar leicht wirkt und doch viel Tiefgang bietet. Und großartige Mimen obendrein, allen voran die Mums Bening und Moore.“
Der Tagesspiegel notierte: „Lisa Cholodenkos sonnige Familienkomödie ‚The Kids Are All Right‘ besticht durch tolle Schauspieler und durchweg gelungene Dialoge, die sogar den dogmatischsten Heten-Fundis ein Lächeln entlocken dürften.“
Die Süddeutsche Zeitung schrieb, die Regisseurin „behandelt kein Thema, sondern zeichnet Charaktere. Das tut sie mit Einfühlungsvermögen, mit einem Gespür für Stimmungslagen, für die Momente von Schönheit und Peinlichkeit, von wachem Selbstbewusstsein und versteckter Selbstverleugnung. Sie hat brillante Darsteller: Julianne Moore, Annette Bening, Mark Ruffalo.“ Das Ende allerdings zeige „eine realistische und wahrhaftige Sicht. Aber es ist ein trauriger Realismus, der alle utopischen Momente, die in der Story doch aufblitzten, wieder einkassiert. Da findet kein Paradigmenwechsel statt, wenn sich das Unkonventionelle dem Konventionellsten fügen muss, um seine Arglosigkeit zu beweisen.“
Die Neue Zürcher Zeitung nannte den Film „das amüsanteste und anrührendste amerikanische Kinostück seit langem […] Schon lange konnte man im Kino keine Figuren mehr sehen, die so authentisch wirkten. Das liegt zum einen an dem mit leichter Hand geschriebenen Drehbuch, das die Regisseurin gemeinsam mit ihrem Koautor Stuart Blumberg verfasst hat und in dem keine Situation gezwungen und kein Dialog unecht wirken. Vor allem jedoch hat Cholodenko ein Ensemble von wunderbaren Schauspielern vereint, in dem jedes Mitglied einen sehr markanten Charakter mit Leben füllt. […] Cholodenkos Kunststück besteht darin, ihrer im Grunde banalen Alltagsgeschichte durch genaue Beobachtung grosse Wahrheit zu verleihen, die sich auch darin erweist, dass die Figuren gegen die Erwartung handeln und so jedes Klischee vom «typischen» Kalifornier – im Hinblick etwa auf die im Lande hochgehaltene ökologische Korrektheit – herausfordern. So entsteht ein facettenreiches Bild, das gerade durch seine Makel zu überzeugen vermag, weil es allzu menschlich ist.“

## Auszeichnungen
Der Film lief auf der Berlinale außerhalb des Wettbewerbs und gewann dort den Teddy Award. Annette Bening (Beste Hauptdarstellerin) und Mark Ruffalo (Bester Nebendarsteller) wurden mit dem New York Film Critics Circle Award ausgezeichnet, auch das Drehbuch erhielt diesen Preis. Weitere Ehrungen:
Oscarverleihung 2011
- Nominierungen:

- Bester Film
- Beste Hauptdarstellerin: Annette Bening
- Bester Nebendarsteller: Mark Ruffalo
- Bestes Originaldrehbuch: Lisa Cholodenko und Stuart Blumberg

Golden Globe Awards 2011
- Bester Film – Komödie/Musical
- Beste Hauptdarstellerin – Komödie/Musical: Annette Bening

- Nominierungen:

- Beste Hauptdarstellerin – Komödie/Musical: Julianne Moore
- Bestes Drehbuch: Lisa Cholodenko und Stuart Blumberg

British Academy Film Awards 2011
- Nominierungen:

- Beste Hauptdarstellerin: Annette Bening
- Beste Hauptdarstellerin: Julianne Moore
- Bester Nebendarsteller: Mark Ruffalo
- Bestes Originaldrehbuch: Lisa Cholodenko, Stuart Blumberg